# Kongeparret på Grønland 1952
Kongeparret på Grønland 1952 er en dansk dokumentarfilm fra 1952 med ukendt instruktør.

## Handling
Denne artikel mangler et handlingsreferat. Hjælp os med at skrive det.